# Trasadingen
Trasadingen je obec ve švýcarském kantonu Schaffhausen. Žije zde 584 obyvatel.

## Geografie
Obec se nachází v nejsevernější části Švýcarska, asi 15 kilometrů západně od centra kantonálního hlavního města Schaffhausen. Trasadingen se nachází v oblasti Klettgau na samém západě kantonu, přímo u hranice s Německem. Název obce je mezinárodně známý díky stejnojmennému radiomajáku na přiblížení k curyšskému letišti.
Sousední obcí je Wilchingen ve Švýcarsku a Klettgau v Německu.

## Historie

Letecký pohled (1919)

První zmínka o obci pochází z roku 878 pod názvem Trasmundige. Ve 14. století patřilo panství Trasadingen rodu von Randegg. Od 9. století jej vlastnil klášter Rheinau, v roce 1371 však byl dolní dvůr prodán špitálu v Schaffhausenu, který s reformací v roce 1529 připadl městu Schaffhausen. V roce 1656 převzalo město také vrchnostenskou pravomoc od hrabat ze Sulzu a začlenilo Trasadingen do horního panství Neunkirch. Církevně patřil Trasadingen do roku 1515 k Erzingenu, poté k Wilchingenu a od roku 1928 tvoří vlastní farnost.
Farnost Erzingen, k níž Trasadingen patřil, se po švábské válce rozpadla. Reformovaný farní kostel byl postaven na místě kaple svatého Jakuba v letech 1839–1840 a renovován v roce 1934. Na konci 19. století zaznamenala obec výrazné vystěhovalectví do zámoří.

## Obyvatelstvo

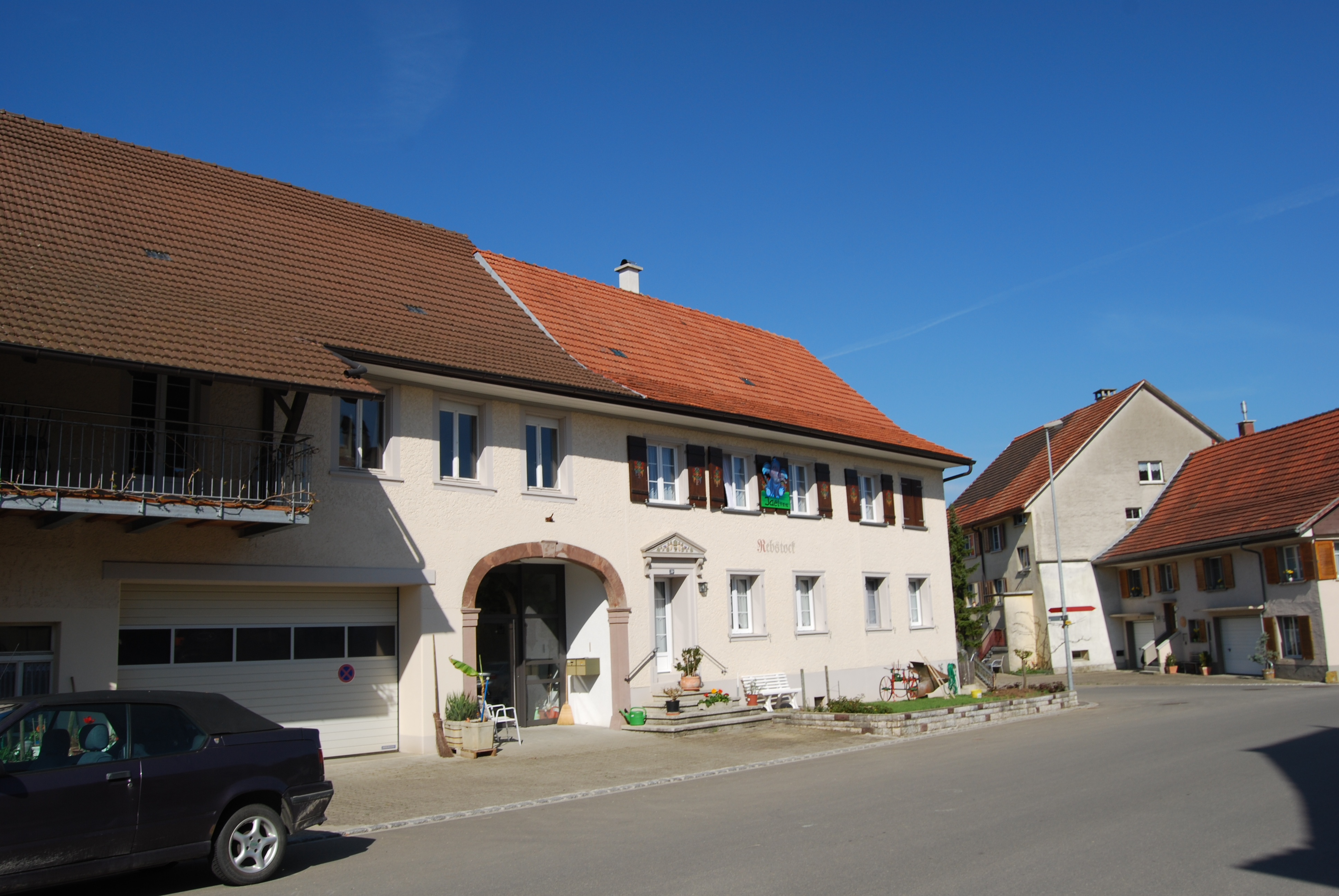
Centrum obce

| Rok            | 1798 | 1836 | 1850 | 1900 | 1950 | 2000 |
| Počet obyvatel | 308  | 429  | 624  | 480  | 531  | 530  |

## Hospodářství

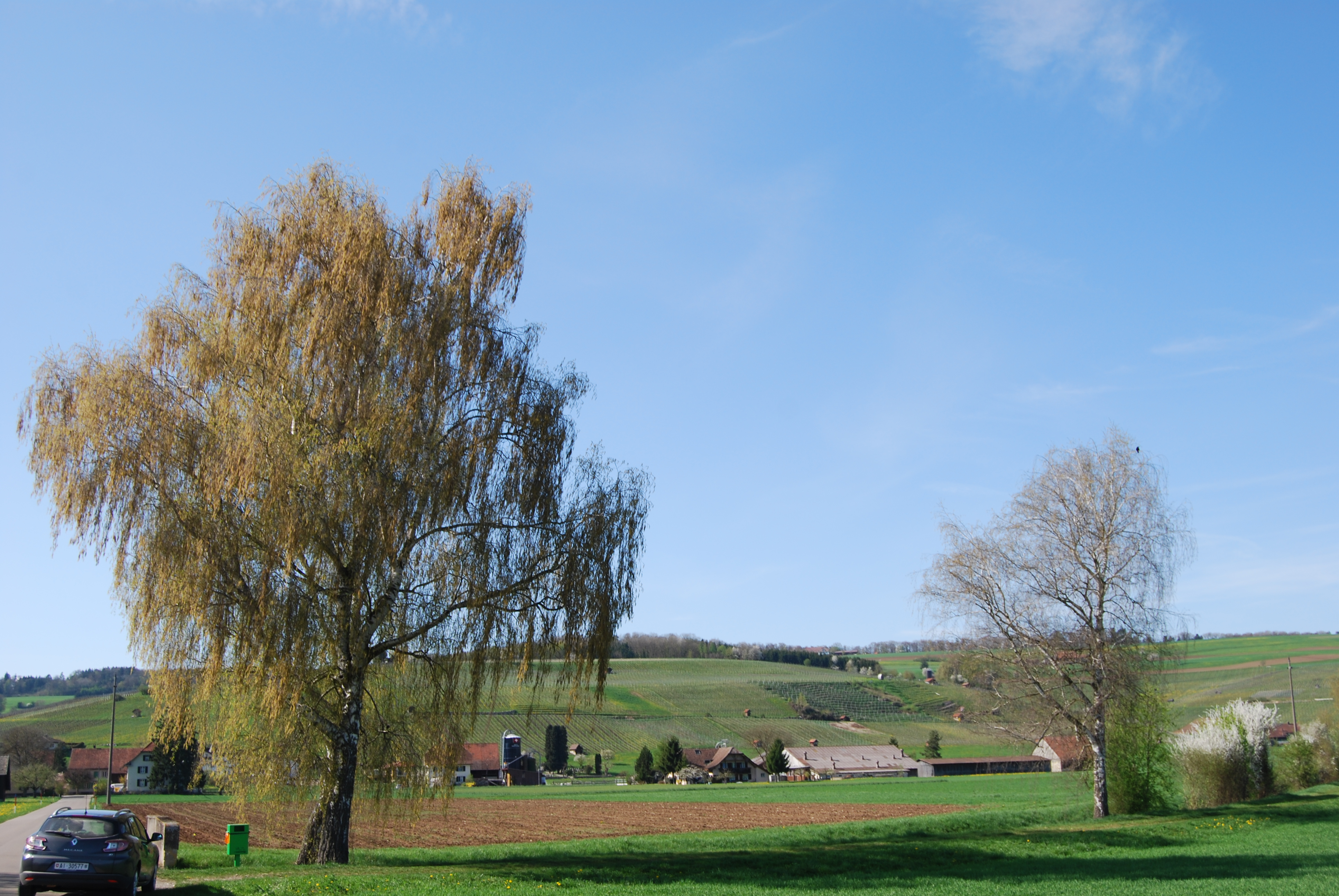
Krajina v okolí obce

V Trasadingenu se pěstuje víno. Podnebí a půda jsou obzvláště vhodné pro ušlechtilou odrůdu Rulandské modré. Informace o vinařství v regionu poskytuje 22 informačních tabulí na vinařské stezce zřízené v roce 2001.

## Doprava
Trasadingen leží na trase evropské silnice E54 z Basileje do Schaffhausenu. Trasadingen má železniční stanici, provozovanou německými dráhami Deutsche Bahn, na trati Hochrheinbahn (Basilej – Schaffhausen – Singen – Kostnice). Obsluhují ji osobní vlaky v pravidelném intervalu. Nejbližší nájezd na dálnici A4 ve směru na Curych nebo Stuttgart je vzdálen 16 km.